# Широкари
Широкари је насељено мјесто у општини Трново, Република Српска, БиХ. Према попису становништва из 1991. у насељу је живјело ? становника.

## Становништво
Према попису становништва из 1991. године, мјесто је имало ? становника.